# Sabi (chanteuse)
 (juin 2012).
Si vous disposez d'ouvrages ou d'articles de référence ou si vous connaissez des sites web de qualité traitant du thème abordé ici, merci de compléter l'article en donnant les références utiles à sa vérifiabilité et en les liant à la section « Notes et références ».
Pour les articles homonymes, voir Sabi.
Jenice Dena (Sab-bion) Portlock, née le 24 novembre 1988, connue sous le nom de Sabi, est une chanteuse et danseuse pop américaine originaire de Los Angeles, Californie. Elle est actuellement sous contrat avec le label Warner Bros Records. Elle était auparavant membre du groupe Hip-hop féminin, The Bangz.

## Biographie

### Jeunesse et commencements de carrière
Jenice grandit à Inglewood, en Californie. Fille d'une salvadorienne et d'un noir américain, elle a été élevée dans un ménage bilingue - espagnol et anglais -. Les week-ends chez son père après le divorce de ses parents, elle les passe en regardant MTV. [4] Son père avait le câble alors que sa mère non, donc elle et ses sœurs étaient scotchées devant la télé, regardant des vidéos de musique toute la journée - elle aimait particulièrement regarder Michael Jackson, Prince et Sade. C'est quand elle se découvre une passion immense pour le chant et la composition (de chansons) qu'elle décide de devenir chanteuse. « Je me rappelle regarder la vidéo de Michael Jackson, Moonwalker, à plusieurs reprises en essayant de reprendre les mouvements de Michael », a-t-elle dit dans une interview. Enfant, Sabi se prenait pour une chorégraphe, faisant danser ses jeunes sœurs pour une représentation devant la famille. Elle a obtenu son diplôme - équivalent du Bac - en 2005, au Lycée Westchester.

### 2009-10: Le Bangz et la dissolution de groupe
En été de 2009, les Partenaires se sont approchés Sabi, une équipe de production qui regardait pour lancer un duo féminin. Groupe urbain/pop le Bangz, représentant(disposant de) Sabi et Korttney Ann Elliott (a.k.a. Ella Ann) a été signée à l'indépendant enregistrant l'étiquette VNR, des Rapports(Records) d'Asile et des Rapports(Records) de Warner bros.. Avec une vidéo qui frappe presque un million de vues sur YouTube et deux simples(célibataires) ("des Garçons Avec des Tatouages (Nous le Blouson ')" et "Trouvé Mon Butin" (le représentant(le disposant devant) de Nouveau Boyz)) sorti, le groupe commençait à obtenir la pièce radiophonique nationale et l'exposition MTV. Peu de temps ensuite, Ella Ann a été sérieusement blessée(lésée) dans une énergie(une promenade en voiture) par une balle perdue et incapable de continuer, laissant(quittant) Sabi à continuer seul. Elle a essayé de continuer sans elle; Sabi a même tué une vidéo et a fait un peu de fonctionnement toute seule avec des danseurs de secours, mais personne n'a estimé que le Bangz pourrait continuer sans Ella, non même Sabi elle-même. L'expérience entière était des montagnes russes émotionnelles à elle. [1] Cependant, cadres à Rapports(Records) de Warner bros. aimés

### 2011-présent: Carrière solo
Le 4 avril 2011, Sabi sort le single Goodnight, sur internet sous forme de buzz single pour son 1er album. Peu de temps après, Sabi a teaser à ses fans la chanson Wild Heart. La chanson a été utilisée pour la promotion de Les Kardashian à New York, puis la chanson est sortie sur ITunes. Le clip pour Wild Heart est sorti le 20 mars 2012, le clip est dirigé par Mike Mahil. La vidéo a été tournée à Los Angeles.
En 2012, elle a été en studio avec Benny Blanco, Klas (des Teddybears), Diplo, Ammo, Cirkut, The Cataracs et les Co-Stars pour enregistrer son album qui sera constitué d'urban music, de rock alternatif, inspiré d'artistes comme Lauryn Hill, Bat For Lashes, Florence and the Machine et Lykke Li. 
Sabi a signé un contrat avec Warner pour un album prévu pour 2012.
Sabi est présente dans la vidéo pour la chanson Sabotage du rappeur Wale en 2012. 
Sabi est en duo avec la chanteuse américaine Britney Spears  sur la chanson (Drop Dead) Beautiful. Elle chante également sur le titre You Make Me Feel de Cobra Starship, qui s'est classée no 7 au Billboard Hot 100.
Elle est présente sur le titre Tough Kids de New Boyz extrait de l'album Too Cool to Care. Sabi a été en concert avec Britney Spears pour son Femme Fatale Tour et également sur le DVD de la tournée.
Le clip pour la chanson Wild Heart est libéré le 20 mars 2012.
La chanson Where They Do That At  en featuring avec Wale et produite par Dr. Luke  est sortie pour la première fois sur Spotify le 17 avril 2012. 
Le clip a été réalisé par Tim Cruz. Le clip est sorti le 19 avril 2012 avec les coulisses de la vidéo.
Sabi a annoncé qu'elle présenterait sa propre web-série à propos de la mode, intitulé Found My Swag. La web-série sera diffusée à partir du 1er novembre 2012 sur la chaine youtube The Warner Sound, qui collabore avec son label.
En novembre 2012, elle sort le clip de la chanson leader de sa mixtape Champagne réalisé par Jacob Owens. Le clip est produit par Crack For Kids. 
En août 2013, elle sort la chanson Cali Love en featuring avec Tyga qui sera inclus dans sa mixtape 0 to 6: Love Sounds.
Sabi sort Love Sounds, produit par Ryan McDermott en novembre 2013, elle annonce aussi que sa mixtape" 0 to 60: Love Sounds" sortira le 13 novembre 2013. 
Sabi a repris la chanson Dreams de Fleetwood Mac, cette chanson est inclus dans sa mixtape.
En janvier 2015, elle sort la chanson Hold On en duo avec Tone Oliver sur Soundcloud,.

## Discographie

### Mixtapes
| 1.  | Intro                                 | Ryan McDermott                  | 1:09 |
| 2.  | Cali Love (featuring Tyga)            | Mark J. Feist                   | 3:37 |
| 3.  | Love Sounds                           | McDermott                       | 3:41 |
| 4.  | Better Than This                      | Mark J. Feist                   | 3:45 |
| 5.  | Hollywood Romance                     | McDermott, The Arsenals (co.)   | 3:56 |
| 6.  | 24K                                   | Jonas Jeberg                    | 3:43 |
| 7.  | Both of Us (featuring Ryan McDermott) | McDermott, Mike McTaggard (co.) | 3:30 |
| 8.  | The Change                            | The Costars                     | 2:29 |
| 9.  | Body Language                         | Mark J. Feist                   | 2:34 |
| 10. | Dreams                                | McDermott                       | 4:38 |
| 11. | Cali Love (Remix) (featuring Tyga)    | McDermott                       | 3:47 |

### Singles
| "Wild Heart"                                                                   | 2011 | — | — | — | — | — | All I Want EP        |
| "Where Do They Do That At?" (featuring Wale)                                   | 2012 | — | — | — | — | — | All I Want EP        |
| "Champagne"                                                                    | 2012 | — | — | — | — | — | 0 to 60: Love Sounds |
| "Cali Love" (feat Tyga)                                                        | 2013 | — | — | — | — | — | 0 to 60: Love Sounds |
| "—" indique que la chanson ne s'est pas classée dans le hit-parade de ce pays. |      |   |   |   |   |   |                      |

### Single Promotionnel
- Goodnight (2011)

### Collaborations
| Titre                                                                          | Année | meilleur classement | meilleur classement | meilleur classement | meilleur classement | meilleur classement | meilleur classement | meilleur classement | meilleur classement | meilleur classement | meilleur classement | Certifications                                            | Album        |
| Titre                                                                          | Année | US                  | AUS                 | CAN                 | FRA                 | GER                 | IRL                 | NLD                 | NZ                  | SWI                 | UK                  | Certifications                                            | Album        |
| ------------------------------------------------------------------------------ | ----- | ------------------- | ------------------- | ------------------- | ------------------- | ------------------- | ------------------- | ------------------- | ------------------- | ------------------- | ------------------- | --------------------------------------------------------- | ------------ |
| "You Make Me Feel" (Cobra Starship featuring Sabi)                             | 2011  | 7                   | 3                   | 4                   | 13                  | —                   | 12                  | 28                  | 1                   | 47                  | 16                  | - US: Platinum - CAN: Gold - AUS: Platinum - NZ: Platinum | Night Shades |
| "—" indique que la chanson ne s'est pas classée dans le hit-parade de ce pays. |       |                     |                     |                     |                     |                     |                     |                     |                     |                     |                     |                                                           |              |

### Autres apparences
| Year | Titre                   | Artiste(s)     | Album                                          |
| ---- | ----------------------- | -------------- | ---------------------------------------------- |
| 2011 | "(Drop Dead) Beautiful" | Britney Spears | Femme Fatale                                   |
| 2011 | "Tough Kids"            | New Boyz       | Too Cool to Care                               |
| 2012 | "Barely Standing"       | Diplo          | Express Yourself                               |
| 2013 | "Overflow"              | Ryan McDermott | Ryan Vs. The Sandman: Tale of The Sleepwalkers |
| 2015 | "Hold On"               | Tone Oliver    | FTP                                            |

### Clips videos
| Titre                                 | Année | Directeur      |
| ------------------------------------- | ----- | -------------- |
| "Wild Heart"                          | 2012  | Mike Mahil     |
| "Where They Do That At?" (feat. Wale) | 2012  | Tim Cruz       |
| "Champagne"                           | 2012  | Jakob Owens    |
| "Cali Love" (feat. Tyga)              | 2013  | Mike Mahil     |
| "Running Away"                        | 2014  | Ryan McDermott |

## Filmographie
| Année | Titre                                              | Rôle                        | Notes                                              |
| ----- | -------------------------------------------------- | --------------------------- | -------------------------------------------------- |
| 2008  | The Smallest River in Almirante (film)             | fille qui chante à l'église | non crédité                                        |
| 2011  | MTV News                                           | Elle-même                   |                                                    |
| 2011  | MTV Video Music Awards 2011 Pre-Show               | Elle-même                   |                                                    |
| 2011  | MTV Video Music Awards 2011                        | Elle-même                   | Performeuse avec Cobra Starship                    |
| 2011  | The Tonight Show with Jay Leno                     | Elle-même                   | Performeuse avec Cobra Starship                    |
| 2011  | America's Got Talent                               | Elle-même                   | Performeuse avec Cobra Starship lors de la finale  |
| 2011  | Conan                                              | Elle-même                   |                                                    |
| 2011  | Britney Spears Live: The Femme Fatale Tour         | Elle-même                   | Guest lors de la performance (Drop Dead) Beautiful |
| 2011  | Dancing with the Stars                             | Elle-même                   | performeuse finale                                 |
| 2011  | Live with Regis and Kathie Lee                     | elle-même                   |                                                    |
| 2011  | All on the Line                                    | Elle-même                   |                                                    |
| 2013  | The Misadventures of Awkward Black Girl (série TV) | Kenya                       | épisode 9, saison 2 (The Check)                    |
| 2014  | Isa (téléfilm)                                     | Nataly Gomez                |                                                    |